# Tempura (magazine)
Ne doit pas être confondu avec Tempura ou Tempura (film).
Tempura est un magazine trimestriel français, consacré à la culture et à la société japonaises. Média indépendant, il a été fondé en 2019 par Emil Pacha Valencia, Clémence Fabre et Olivier Cohen de Timary.

## Historique
Tempura a été créé en 2019 par Emil Pacha Valencia, rédacteur en chef, Clémence Fabre, directrice artistique, et Olivier Cohen de Timary, directeur de la publication et cofondateur du magazine Socialter. 
Pour permettre le lancement du projet, une campagne de financement participatif a été inaugurée le 3 décembre 2019 sur le site KissKissBankBank. Celle-ci réunira plus de 300 % de l'objectif initial.
En tant que média indépendant, Tempura repose en grande partie sur ses précommandes en ligne, avant sa diffusion en kiosques, libraires, et sa livraison.
Le magazine emprunte son nom au tempura, beignet frit originaire du Portugal et importé sur l'archipel au XVIIe siècle. Pour la rédaction, ce lien entre l'Occident et l'Orient symbolise l'essence du magazine : « la porosité des frontières et des cultures ».

## Ligne éditoriale
Chaque numéro explore, en 164 pages, les différentes facettes de la japonologie, au travers de grandes enquêtes, d'entrevues, de portraits, de cahiers de tendances et de chroniques. Le magazine revendique une identité visuelle forte, privilégiant autant le fond que la forme.
Il laisse une place importante aux sujets de société, tels que la figure du salaryman, le mouvement KuToo, la pègre, le bondage japonais, les love hotels, l'univers des idoles, et plus généralement la perception insulaire sur la famille, le sexe, la mort, etc,.
Le magazine compte de nombreux contributeurs (journalistes, écrivains, anthropologues, sociologues, photographes...), aussi bien en France qu'au Japon. Parmi ces derniers figurent Jake Adelstein, Arthur Dreyfus, Karyn Nishimura-Poupée, Philippe Mesmer, Yuta Yagishita, Christelle Granja, ou encore Johann Fleuri. Par ailleurs, chaque numéro consacre un entretien-fleuve à des personnalités, dont la journaliste Shiori Itō, l'écrivaine Mieko Kawakami, le réalisateur Sion Sono et l'académicien Dany Laferière,.